# 11-й федеральный избирательный округ Чьяпаса

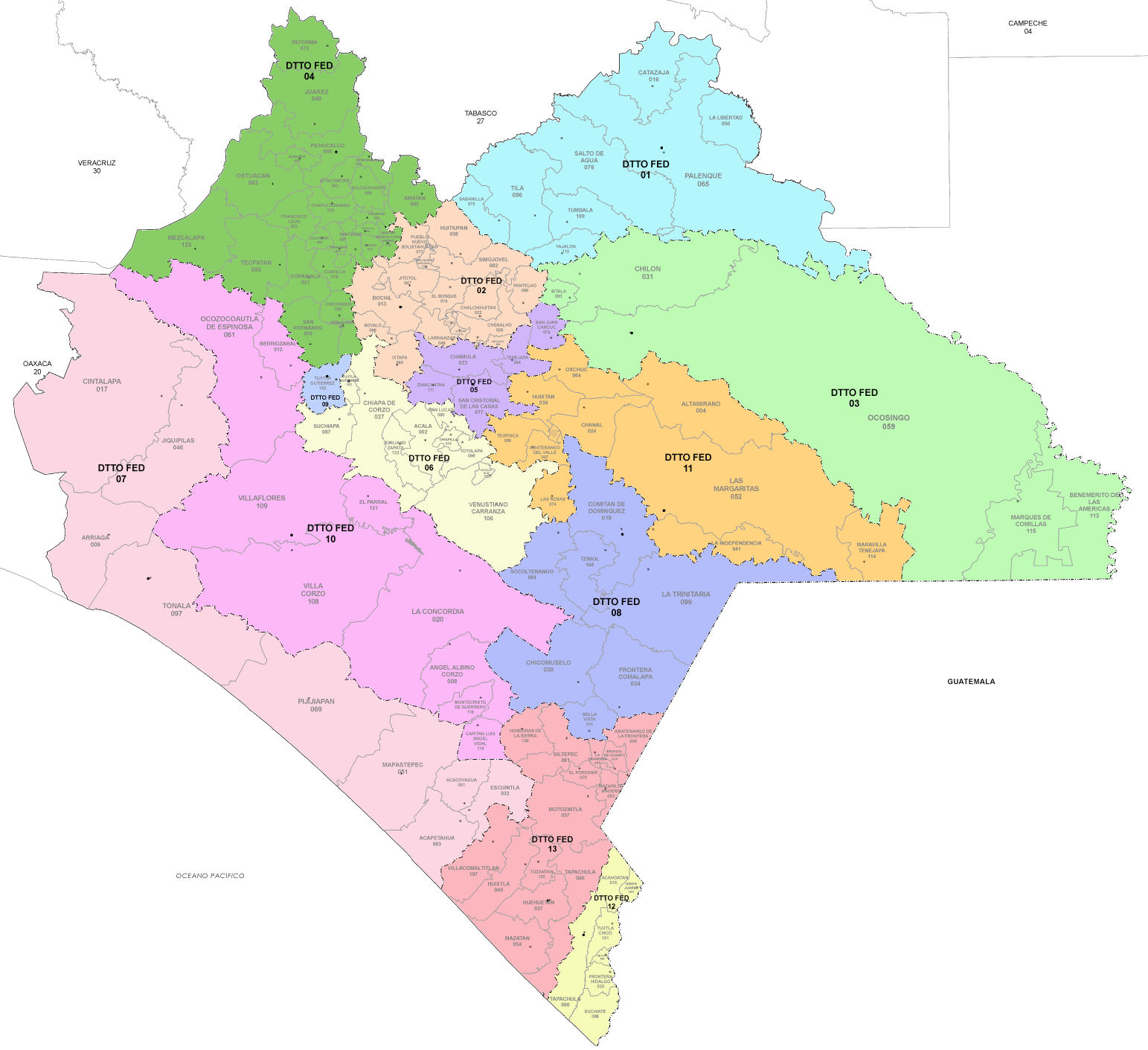
Карта федеральных избирательных округов штата Чьяпас. 11-й отмечен оранжевым цветом

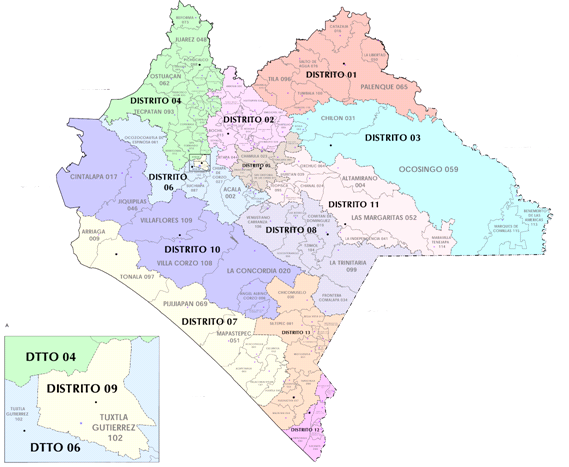
Карта федеральных избирательных округов штата Чьяпас в период с 2017 по 2022 год

11-й федеральный избирательный округ Чьяпаса в 2005—2017 годах

11-й федеральный избирательный округ Чьяпаса (исп. Distrito electoral federal 11 de Chiapas) — один из 300 избирательных округов, на которые делится терриория Мексики для проведения выборов в федеральную Палату депутатов, и один из 13 таких округов в штате Чьяпас.
От округа в нижнюю палату Конгресса избирается один депутат на трёхлетний законодательный период по принципу «первого прошедшего по списку». Голоса, поданные в округе, также учитываются при расчёте пропорционального представительства («многомандатности») депутатов, избранных от Третьего избирательного региона.
11-й округ был создан в 1996 году. В период с 1979 по 1996 год в штате Чьяпас было всего девять федеральных избирательных округов. В процессе 1996 года по изменению границ федеральных избирательных округов их число увеличилось до 12. Первые депутаты от трёх новых округов были избраны на промежуточных выборах 1997 года.
Действующим депутатом от 11-го округа Чьяпаса, избранным на всеобщих выборах 2024 года, является Росарио дель Кармен Морено Вильяторо от Движения национального возрождения.

## Территория округа
В соответствии с планом формирования округов на 2023 год, принятым Национальным избирательным институтом, который будет использоваться для выборов 2024, 2027 и 2030 годов, 11-й округ охватывает 132 избирательных участка (исп. secciones electorales) в 11 муниципалитетах штата Чьяпас:
- Альтамирано, Аматенанго-дель-Валье, Чаналь, Уистан, Ла-Индепенденсия, Лас-Маргаритас, Лас-Росас, Маравилья-Тенехапа[англ.], Осчук, часть муниципалитета Сан-Кристобаль-де-лас-Касас (остальная относится к 5-му округу) и Теописка.

Лас-Маргаритас — главный центр (исп. cabecera distrital), где собираются и суммируются результаты со всех избирательных участков округа. По данным переписи населения 2020 года, население 11-го федерального избирательного округа Чьяпаса составляет 416 628 человек. Поскольку представители коренных народов Мексики и афромексиканцы составляют более 63% от общего числа избирателей, 11-й округ классифицируется Национальным избирательным институтом как округ коренных народов.

## Предыдущие составы округов
|                  | 1974 | 1978 | 1996 | 2005 | 2017 | 2023 |
| ---------------- | ---- | ---- | ---- | ---- | ---- | ---- |
| Чьяпас           | 6    | 9    | 12   | 12   | 13   | 13   |
| Палата депутатов | 196  | 300  | 300  | 300  | 300  | 300  |
| Источники:       |      |      |      |      |      |      |

2017—2022
С 2017 по 2022 год в состав округа входило 10 муниципалитетов: в 2022 году в него был включён муниципалитет Лас-Росас.
2005—2017
Округ располагался на юге штата, охватывая часть региона Соконуско и приграничные с Гватемалой районы Мексики. В его состав входили муниципалитеты Аматенанго-де-ла-Фронтера, Бехукаль-де-Окампо, Какаоатан, Эль-Порвенир-де-Веласко-Суарес, Уэуэтан, Уистла, Ла-Грандеса, Масапа-де-Мадеро, Масатан, Мотосинтла, Сильтепек, Тусантан, Уньон-Хуарес и самая северная часть муниципалитета Тапачула. Главным центром округа был город Уистла.
1996—2005 
С 1996 по 2005 год территория округа включала в себя только южную часть Соконуско:
- Уэуэтан, Уистла, Масатан и Тусантан, как и в плане на 2005 год, а также ещё и муниципалитеты:
- Акакоягуа, Акапетауа, Эскуинтла, Мапастепек и Вилья-Комальтитлан.

## Депутаты, избранные в Конгресс от округа
| Выборы | Депутат                              | Партия | Срок      | Созыв Конгресса |
| ------ | ------------------------------------ | ------ | --------- | --------------- |
| 1997   | Арели Мадрид Товилья                 |        | 1997—2000 | 57-й Конгресс   |
| 2000   | Оскар Альварадо Кук                  |        | 2000—2003 | 58-й Конгресс   |
| 2003   | Сесар Гонсалес Орантес               |        | 2003—2006 | 59-й Конгресс   |
| 2006   | Ануарио Луис Эррера Солис            |        | 2006—2009 | 60-й Конгресс   |
| 2009   | Карлос Мартинес Мартинес             |        | 2009—2012 | 61-й Конгресс   |
| 2012   | Уго Маурисио Перес Ансуэто           |        | 2012—2015 | 62-й Конгресс   |
| 2015   | Энрике Самора Морлет                 |        | 2015—2018 | 63-й Конгресс   |
| 2018   | Роберто Рубио Монтехо                |        | 2018—2021 | 64-й Конгресс   |
| 2021   | Роберто Рубио Монтехо                |        | 2021—2024 | 65-й Конгресс   |
| 2024   | Росарио дель Кармен Морено Вильяторо |        | 2024—2027 | 66-й Конгресс   |

## Президентские выборы
| Выборы | Победивший в округе          | Партия или коалиция        | %       |
| ------ | ---------------------------- | -------------------------- | ------- |
| 2018   | Андрес Мануэль Лопес Обрадор | Вместе мы войдём в историю | 39,1070 |
| 2024   | Клаудия Шейнбаум             | Продолжим творить историю  | 80,3064 |